# Jugendanstalt Hameln
Die Jugendanstalt Hameln (JA Hameln) ist die einzige Jugendstrafanstalt in Niedersachsen für geschlossenen Jugendstrafvollzug. Sie liegt am südlichen Stadtrand von Hameln außerhalb der Bebauung bei Tündern. Mit 793 Haftplätzen ist sie die größte Jugendstrafanstalt Deutschlands. Eine Vorläufereinrichtung bestand zwischen 1958 und 1980 im Gefängnis Hameln.

## Geschichte
1958 wurde das Gefängnis Hameln in eine Jugendstrafanstalt umgewandelt, obwohl das einstige Zuchthausgebäude von 1827 ungeeignet für den Jugendstrafvollzug war. 1975 wurde auf einem 20 ha großen Gelände mit einem Neubau in Tündern begonnen, der 1978 teilbezogen und 1980 fertiggestellt wurde. Architekten waren Harald Leonhardt zusammen mit Werner Haller und Hartmut Nedden.

## Anlage

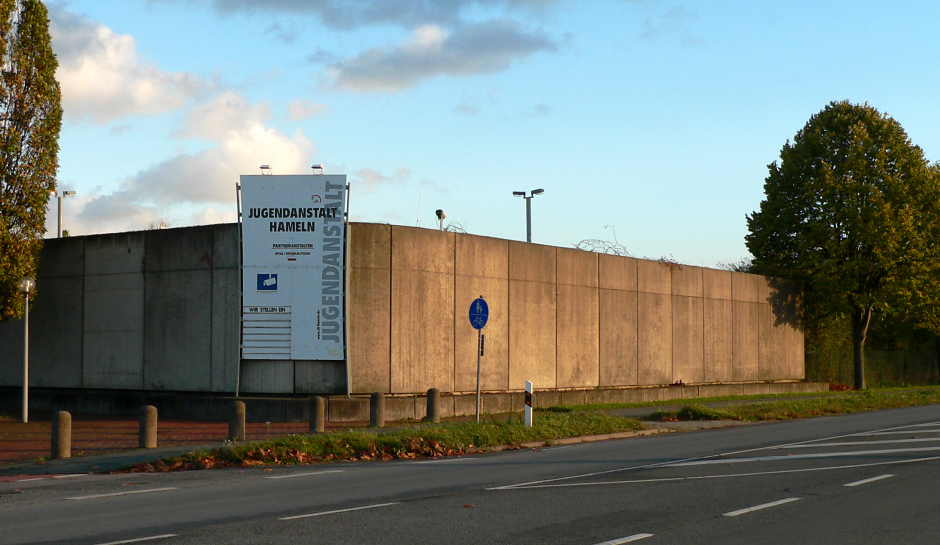
Mauer der Jugendanstalt Hameln am Eingang

Die Gebäude der Jugendanstalt sind auf dem 20 ha großen Gelände verteilt. Es herrscht ein dorfähnlicher Charakter mit einem zentralen Hauptgebäude. Es gibt den Werk- und Sportbereich sowie den Unterbringungsbereich. Das Hauptgebäude beherbergt die Anstaltsleitung mit der Verwaltung. Hier befinden sich auch die Schule, eine Aula, die Anstaltsküche und der Besuchsbereich.
Die Unterkünfte bestehen aus mehreren Hafthäusern, in denen sich Wohngruppen mit je 10 Hafträumen befinden. Außerdem gibt es in den Häusern Räumlichkeiten der jeweiligen Hausleitung. Im Innenhof der Hafthäuser liegt das Freistundengelände mit Bolz- und Sportplatz.
Zum Werkbereich gehören drei Werkhallen. In ihnen befinden sich Lehr- und Produktionsbetriebe. Am Werksgelände liegt der Sportbereich mit einer Sporthalle, einem Fußballplatz, einer Leichtathletikanlage und einer Basketballeinrichtung. 2009 kam ein Beachvolleyballplatz hinzu.

## Zuständigkeit
Die Zuständigkeit als Haftanstalt für männliche Jugendliche und Heranwachsende ergibt sich aus dem niedersächsischen Einweisungs- und Vollstreckungsplan. Jugendliche und Heranwachsende, die von niedersächsischen Gerichten zu einer Jugendstrafe oder zu einer Freiheitsstrafe (unter Berücksichtigung des Alters zum Zeitpunkt der Einweisung, s. Teil 2 III des niedersächsischen Vollstreckungs- und Einweisungsplans) ohne Bewährung verurteilt wurden, werden in die Jugendanstalt Hameln eingewiesen. Verbüßt ein Jugendlicher/Heranwachsender erstmals eine Jugendstrafe (oder Freiheitsstrafe) und die Strafzeit überschreitet 3,5 Jahre nicht, so erfolgt zunächst die Zuweisung in die JA Hameln-Abteilung Göttingen. Gefangene, die nicht für den offenen Vollzug geeignet sind bzw. die Kriterien für eine entsprechende Zuweisung nicht erfüllen, werden in die Hauptanstalt der JA Hameln verlegt. Dort werden entsprechend Strafzeiten bei verurteilten Jugendlichen von bis zu 10, bei verurteilten Heranwachsenden bis zu 15 Jahren verbüßt.
Im weiteren Vollzugsverlauf ist jedoch eine Verlegung in den offenen Vollzug der JA Hameln (Eugen-Reintjes-Straße in Hameln) oder eine Verlegung in eine andere niedersächsische Vollzugseinrichtung (bspw. aufgrund des Alters) möglich.
Neben der Strafhaft wird in der JA Hameln auch Untersuchungshaft an jugendlichen und heranwachsenden Beschuldigten vollzogen. Vollstreckungsleiter (nicht zu verwechseln mit Anstaltsleiter) ist gemäß § 82 Jugendgerichtsgesetz ein Jugendrichter am Amtsgericht Hameln. Dieser nimmt die Aufgaben wahr, die im Erwachsenenvollzug der Strafvollstreckungskammer zugewiesen sind. Er entscheidet auch über die Strafaussetzung zur Bewährung (vorzeitige Entlassung).

### Niedersachsens Jugendvollzug zentral in Hameln

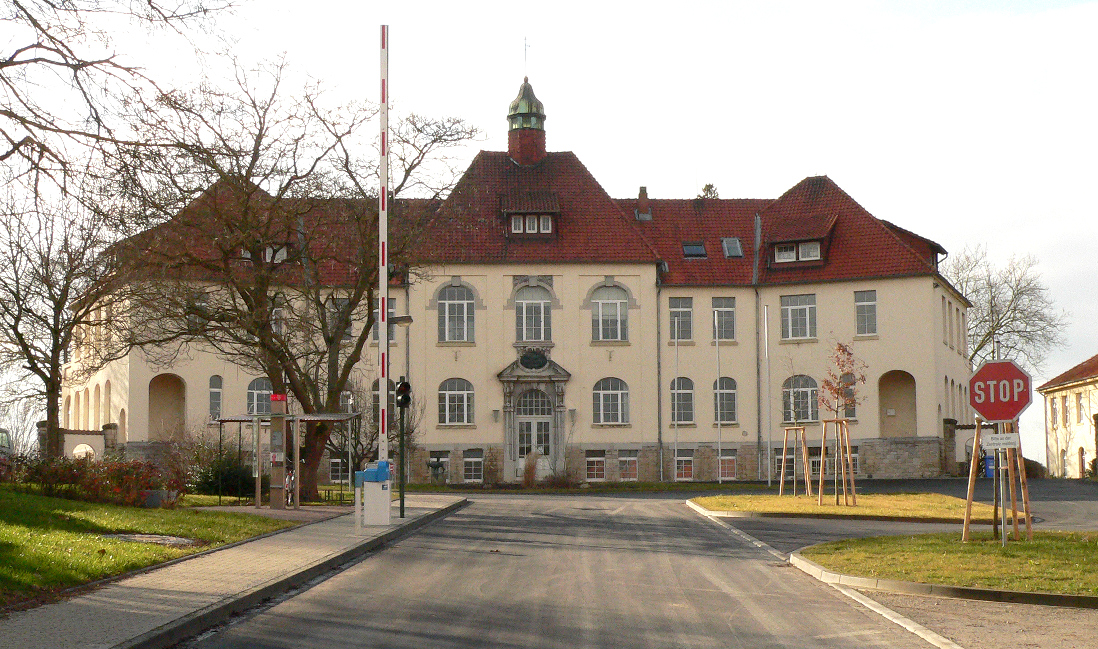
Verwaltung der Jugendanstalt Göttingen Leineberg

Im Zuge der Änderung des „niedersächsischen Einweisungs- und Vollstreckungsplans“ zum 1. Januar 2010 wurde der gesamte niedersächsische Jugendvollzug unter die Verwaltung der JA Hameln gestellt. Maßgebendste Veränderung war die Angliederung der ehemals selbständigen Jugendanstalt Göttingen-Leineberg sowie der Jugendarrestanstalt Göttingen, die zuvor kurzzeitig als „Abteilung offener Jugendvollzug“ zur JVA Rosdorf (bei Göttingen) gehörten.
Zu den niedersächsischen Jugendvollzugseinrichtungen gehören neben der Hauptanstalt (geschlossener Vollzug) der JA Hameln:
- Abteilung offener Jugendvollzug Göttingen – Leineberg (97 Haftplätze)
- Abteilung offener Jugendvollzug Hameln – Eugen-Reintjes-Straße (56 Haftplätze)

Weiterhin sind als Einrichtungen zum Vollzug von Jugendarrest nach § 16 Jugendgerichtsgesetz (JGG) der JA Hameln organisatorisch unterstellt:
- Jugendarrestanstalt Göttingen (25 Arrestplätze, davon 5 für Frauen/Mädchen)

Die JAA Bückeburg wurde am 1. Januar 2012 wegen zu geringer Auslastung und Sanierungsbedarf geschlossen. Die Arrestplätze wurden von der Abteilung Verden der Justizvollzugsanstalt Vechta übernommen.

## Vollzugsziel
Die Aufgabe der JA Hameln ist es, junge Gefangene wirksam zu erziehen und zu fördern und sie gleichzeitig sicher unterzubringen, damit sie nach ihrer Entlassung nicht wieder straffällig werden. Das Niedersächsische Justizvollzugsgesetz (NJVollzG) den Vollzug der Freiheitsstrafe, der Jugendstrafe und der Untersuchungshaft. In § 113 NJVollzG werden die Vollzugsziele (Vollzug der Jugendstrafe) wie folgt benannt: „Im Vollzug der Jugendstrafe sollen die Gefangenen vor allem fähig werden, künftig in sozialer Verantwortung ein Leben ohne Straftaten zu führen. Der Vollzug der Jugendstrafe dient auch dem Schutz der Allgemeinheit vor weiteren Straftaten.“
Die Kernstücke der Vollzugskonzepts bilden:
- die sichere Unterbringung der Gefangenen,
- die standardisierte und verbindliche Vollzugsplanung für alle Gefangenen,
- das vielfältige Angebot an schulischen Bildungs- und beruflichen Ausbildungsmaßnahmen sowie Arbeitsplätzen,
- gezielte Trainings- und Behandlungsprogramme.

Nach ausführlicher Diagnostik in der Aufnahmeabteilung wird für jeden Gefangenen ein verbindlicher Erziehungs- und Förderplan erstellt, der Auskunft gibt über die vorgesehenen Ausbildungs-, Arbeits-, Trainings- oder Fördermaßnahmen. Der Plan wird spätestens nach vier Monaten fortgeschrieben. Unterbringung, Sicherheitsstandards und Erziehungs- und Fördermaßnahmen können so fortlaufend der Entwicklung der Gefangenen angepasst werden.

## Belegung
Die Gefangenen in der JA Hameln sind mit Stand von 2023 im Alter von 14 bis 24 Jahre und im Durchschnitt 22,4 Jahre. Sie stammen aus rund 30 Ländern (Ausländeranteil 40 %, 40 % mit Migrationshintergrund). Die durchschnittliche Haftzeit beträgt 1,6 Jahre. Etwa 80 % der Gefangenen haben Suchtmittel missbraucht, etwa 33 % sind abhängig. Etwa 62 % verfügen bei Haftantritt über keinen Schulabschluss.

## Geschlossener Vollzug
Der geschlossene Vollzug der JA Hameln verfügt über 589 Haftplätze.

## Offener Vollzug

### Abteilung Offener Jugendvollzug Göttingen
Im Rahmen der Umstrukturierungen im niedersächsischen Justizvollzug wurde der Jugendvollzug organisatorisch zu einer Einrichtung zusammengefasst.
Der Offene Jugendvollzug Göttingen mit 97 Haftplätzen ist eine Abteilung der Jugendanstalt Hameln.

### Jugendarrestanstalt Göttingen
Auch die Jugendarrestanstalt Göttingen mit ihren 20 Haftplätzen ist eine Abteilung der Jugendanstalt Hameln.

## Lockerungen
In Niedersachsen gelten für den Jugendvollzug prinzipiell dieselben Vollzugslockerungen wie für den Erwachsenenvollzug.